# Eduardo Guimarães
Eduardo Guimarães (* 30. März 1892 in Porto Alegre, Rio Grande do Sul, Brasilien; † 13. Dezember 1928 in Rio de Janeiro, Bundesstaat Rio de Janeiro, Brasilien) war ein symbolistischer brasilianischer Dichter, Übersetzer und Journalist. 

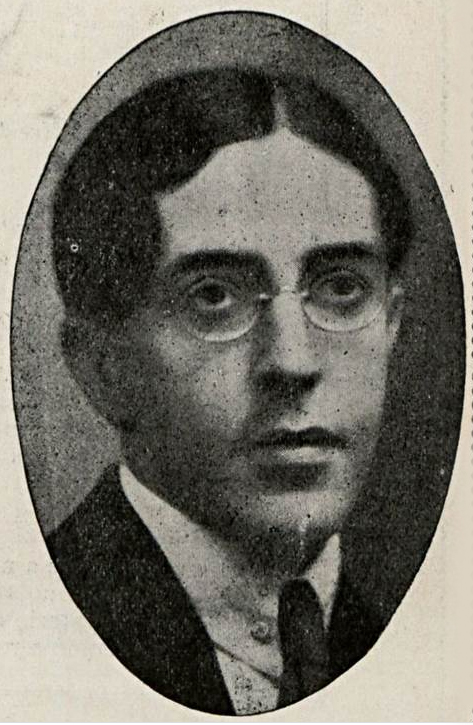
Eduardo Guimarães (1918)

Seine Teilnahme an der legendären Zeitschrift „Orpheu“ machte ihn auch in Portugal bekannt.

## Leben und Wirken
Bereits mit 16 Jahren veröffentlichte er sein erstes Sonett mit dem Titel „Aos Lustres“ in der Zeitung „Jornal da Manha“ in Porto Alegre.
Ab dem Jahr 1911 war dann regelmäßig als Journalist für diverse Regionalzeitungen und Zeitschriften in Porto Alegre und dem dazugehörigen Bundesstaat Rio Grande do Sul tätig: Jornal do Commercio, Folha da Manha, Diario, Federacao, Correio do Povo.
Seine größte Aufmerksamkeit erreichte er mit seiner Teilnahme an der legendären Zeitschrift „Orpheu“, die unter anderem auch von seinem brasilianischen Landsmann Ronaldo de Carvalho herausgegeben wurde.
Zwischen 1912 und 1916 lebte und arbeitete er als Journalist in Rio de Janeiro und dort ebenfalls für diverse Zeitungen: so für A Hora, Rio Jornal, A Impressao, Fon-Fon.
Später wurde er auch zum Leiter der Staatsbibliothek des Bundesstaates Rio Grande do Sul.
Sein Sohn Carlos Rafael Guimarães wurde ebenfalls ein bekannter Schriftsteller und Journalist.
Nach seinem Tode wurde sein Name für die Austragung der Buchmesse in Porto Alegre ausgewählt (seit 1969).

## Werke
- Caminho da Vida, 1908, Lyrik.
- A divina Quimera, 1916, Lyrik.

zahlreiche Veröffentlichungen in Zeitungen und Magazinen.

## Quelle
- Eduardo Guimarães auf der Website des Literaturwissenschaftlers Antonio Miranda. Abgerufen am 3. August 2017 (portugiesisch)

| Personendaten    | Personendaten                                      |
| ---------------- | -------------------------------------------------- |
| NAME             | Guimarães, Eduardo                                 |
| KURZBESCHREIBUNG | brasilianischer Dichter, Übersetzer und Journalist |
| GEBURTSDATUM     | 30. März 1892                                      |
| GEBURTSORT       | Porto Alegre, Rio Grande do Sul, Brasilien         |
| STERBEDATUM      | 13. Dezember 1928                                  |
| STERBEORT        | Rio de Janeiro                                     |